# 恵王 (周)
恵王（けいおう）は、周朝の第17代王。釐王の子。

## 生涯
釐王5年（前677年）、父王が崩御し、その後を継いだ。
恵王元年（前676年）に即位すると、田地で野獣を飼育するなど国人の不満を引き起こしたため、翌年（前675年）秋、辺伯・石速・詹父・子禽・祝跪の5人の大夫は叛乱を起こし、燕と衛の軍を招き寄せて恵王を撃った。恵王は温（現在の河南省温県南部）に逃れ、鄭の厲公は櫟（現在の河南省禹州市）で恵王を迎えた。冬、祖父・荘王の妾（姚氏）の子で、叔父の弭叔頽（姫頽）が王に即位した。
恵王4年（前673年）、鄭は遠縁の虢と協力して弭叔頽を誅殺し、恵王を復位させた。その後、鄭は恩賞として虎牢（現在の河南省滎陽市汜水鎮）以東の地を与えられ、同様に虢に対しても領地が下賜された。
恵王10年（前667年）、恵王は斉の桓公に伯の位を賜う。
恵王25年（前652年）、恵王は崩御した。

## 参考資料
- 『春秋左氏伝』（荘公十九年）
- 『史記』（周本紀、鄭世家）